# خزانه (فیلم)
خزانه (به انگلیسی: Vault) یک فیلم سینمایی آمریکایی در ژانر درام، جنایی و دلهره‌آور به کارگردانی تام دنوچی محصول سال ۲۰۱۹ با بازی تئو روسی، کلایو استندن، سمیرا وایلی و چاز پالمینتری است. این فیلم برپایهٔ وقایع واقعی در رودآیلند در سال ۱۹۷۵ میلادی ساخته شده‌است.

## داستان
دوس و چاکی دو دزد خرده‌پا هستند که از کودکی با هم دوست و نزدیک بودند. در جریان یک سرقت این دو گیر افتاده و به زندان می‌افتند. در زندان با یک گانگستر فرانسوی آشنا شده و او به آنها پیشنهاد یک سرقت بزرگ با دستمزدی بالا را می‌دهد. این دو در رأس تیمی از سارقین به دزدی از اتاق خزانه مافیا دست می‌زنند، ولی تأخیر در پرداخت حق‌الزحمه و سربه‌نیست شدن بعضی از اعضای تیم، دوس را دچار بیم می‌کند. نهایتاً با افشاگری دوست‌دختر دوس و ادعای پلیس مبنی بر به قتل رسیدن چاکی، دوس حاضر به همکاری با پلیس می‌شود.